# Kirche Hl. Prophet Jeremias (Vrhpolje)

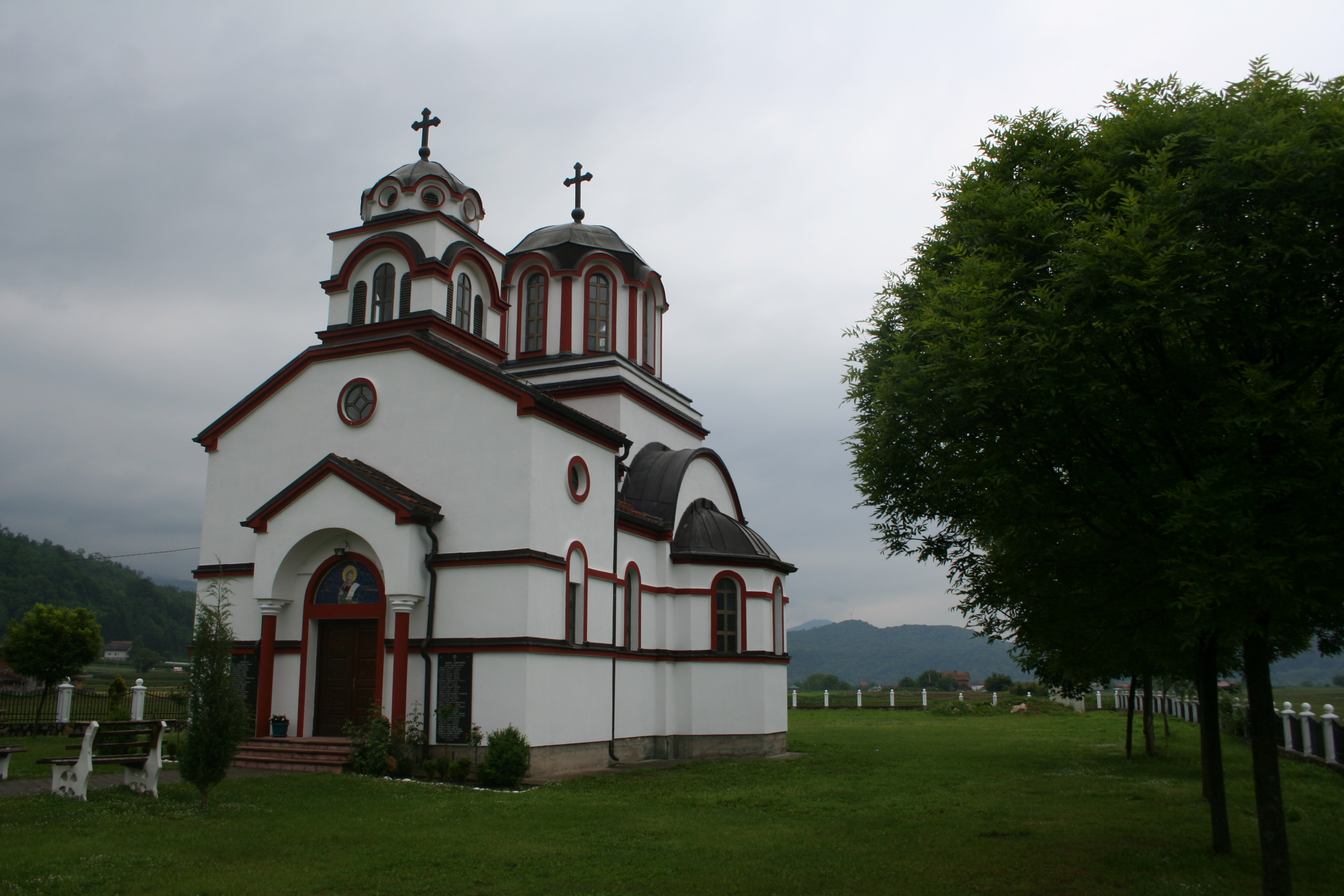
Die Kirche Hl. Prophet Jeremias

Die Kirche Hl. Prophet Jeremias (serbisch: Црква Светог Пророка Јеремије / Crkva Svetog Proroka Jeremije) ist eine serbisch-orthodoxe Filialkirche im Dorf Vrhpolje im westserbischen Okrug Mačva nahe der Grenze zu Bosnien und Herzegowina.
Die dem Hl. Propheten Jeremias geweihte Kirche, wurde von 1995 bis 1999 erbaut. Sie gehört zur Pfarrei Gornja Bukovica im Dekanat Azbukovica der Eparchie Šabac der Serbisch-orthodoxen Kirche.

## Lage

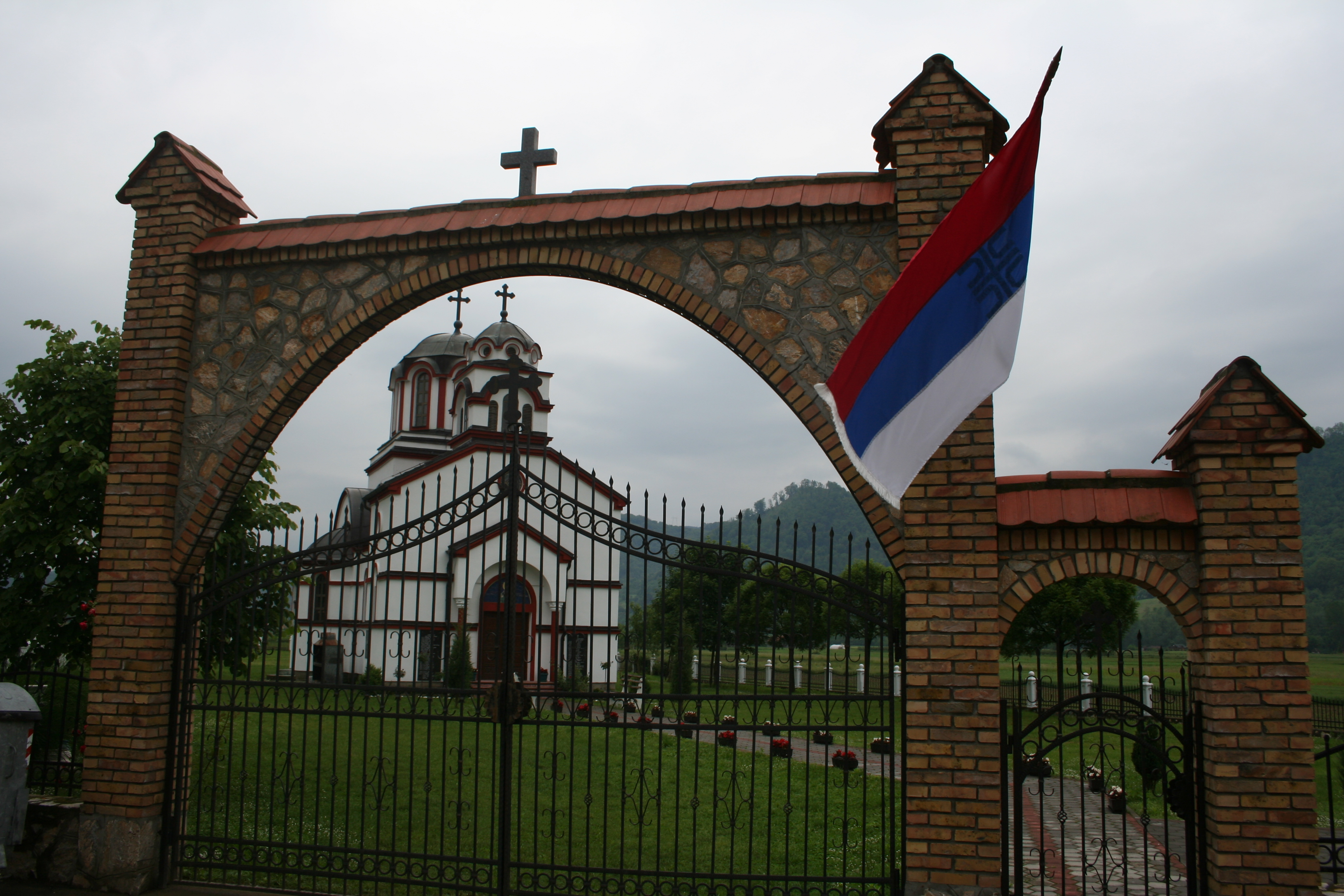
Das Eingangsportal in den Kirchhof der Kirche

Die Kirche steht im zum Dorf Vrhpolje gehörenden Weiler Udrž. Das Dorf liegt in der historischen Region Azbukovica, die heute zur Opština Ljubovija gehört.
Im Kirchhof steht ein Denkmal für 12 serbische Zivilisten, die als Abschreckungsmaßnahme am 14. August 1914, während des Ersten Weltkrieges von der 109. Landsturmbrigade des 16. Dubrovniker Korpus der Österreichisch-ungarischen Armee in Donja Bukovica lebendig verbrannt wurden. 
Auf der Westseite der Kirche neben dem Eingang stehen zwei Gedenkplatten für die von 1912–1918 gefallenen serbischen Soldaten aus dem Nachbarort Caparić.

## Geschichte
Von 1995 bis 1999 wurde die Kirche erbaut und am 24. Juli 2010 vom Eparchen der Eparchie Šabac, Lavrentije (Trifunović) feierlich eingeweiht.

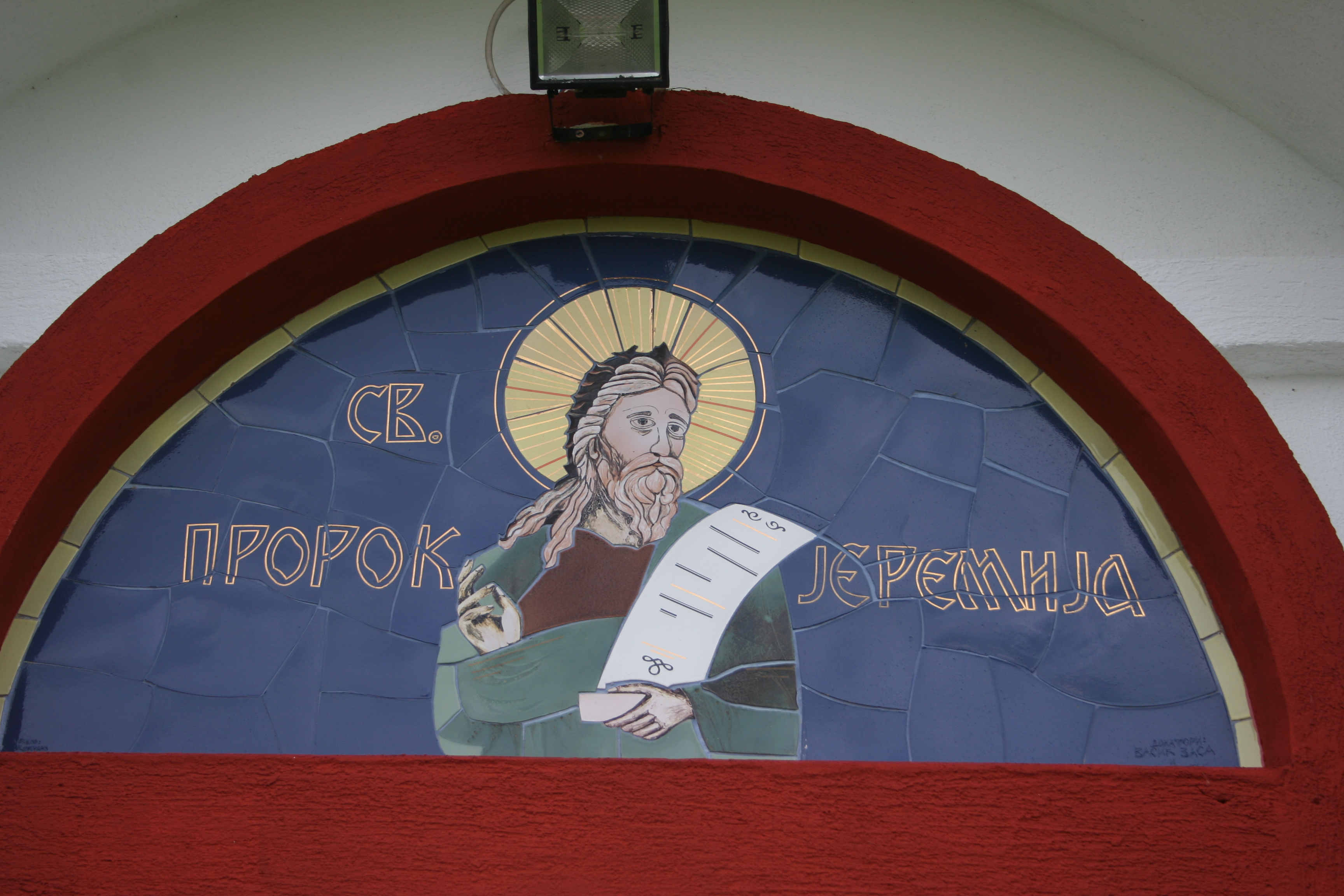
Fresko des Hl. Propheten Jeremias über dem Eingang der Kirche

Zur Pfarrei Gornja Bukovica gehören die Dörfer: Gornja Bukovica, Vrhpolje, Caparić, Leović und ein Teil von Drlače. Priester der Kirche ist Anđelko Kovačević.

## Architektur
Die einschiffige Kreuzkuppelkirche Hl. Jeremias ist im serbisch-byzantinischen Stil erbaut worden. Mit einer Altar-Apsis im Osten, einer großen Rundkuppel in der Kirchenschiffmitte und einem kleinen Kirchturm im Westen. Sie besitzt für orthodoxe Kirchen typisch eine Ikonostase mit Ikonen.